# Ferrari Grand Prix Challenge
Ferrari Grand Prix Challenge — симулятор автогонок «Формула-1» для одного игрока, изначально выпущенный для игровой приставки NES. Игра произведена компанией System 3 Software Limited и выпущена компанией Acclaim в США и Coconuts Japan CO LTD в Японии в 1992 году.

## Описание игры
Игра представляет собой симулятор «Формулы-1», в котором игрок являетесь пилотом болида Ferrari 642 команды Ferrari. Игроку предстоит пройти целый сезон, то есть 16 трасс, расположенных в разных уголках земного шара. Чтобы победить, нужно набрать в общем зачёте наибольшее количество очков.
Перед каждой гонкой игроку необходимо проехать квалификационный круг. На квалификацию выделяется только один круг. По времени, истраченному на прохождение этого круга, определяется местоположение игрока на стартовой решётке. Чтобы быть первым, нужно побить рекордное время в квалификации.
В гонке участвуют 26 гонщиков. Один из них — A. Sessions — напарник по команде, вместе с которым игрок будет зарабатывать очки в Кубке конструкторов.

## Интерфейс
В самой левой части отображается текущая скорость (Speed) и выбранная передача (Gear). Чуть правее спидометра отображаются тахометр (Revs) и зеркало заднего вида (Rear). Под ним — информационная панель (Radio). По ней вас будут предупреждать о надвигающихся опасностях, ограничениях позиций и др. В центральной части отображается индикатор пройденных кругов (Lap) и пройденного времени для текущего круга (Lap Time). Под ними отображается ваша позиция в гонке (Pos). В правой части отображается карта трассы с флажком вашей машины и первых трёх соперников.

## Настройки болида
В игре из настроек машины можно выделить только выбор типа трансмиссии: автоматическая коробка передач (Automatic) или же ручная, трёхскоростная (3 Speed). Ручная коробка даёт большую скорость и ускорение, нежели автоматическая. Однако при прохождении квалификации скорость болида при любом типе трансмиссии не превышает 325 км/ч (несмотря на то, что при прохождении квалификации на ручной коробке спидометр при максимальном разгоне показывает скорость 335 км/ч).

## Трассы
При прохождении чемпионата вам придётся объездить 16 трасс:
1. Америка (Финикс)
2. Бразилия (Интерлагос)
3. Сан-Марино (Автодром Энцо и Дино Феррари)
4. Монако (Монте-Карло)
5. Канада (Автодром Жиля Вильнёва)
6. Мексика (Автодром имени братьев Родригес)
7. Франция (Автодром Поль Рикар)
8. Великобритания (Сильверстоун)
9. Германия (Хокенхаймринг)
10. Венгрия (Хунгароринг)
11. Бельгия (Спа-Франкоршам)
12. Италия (Монца)
13. Португалия (Эшторил)
14. Испания (Каталунья)
15. Япония (Автодром Судзука)
16. Австралия (Аделаида)

При участии в гран-при игроку даётся 5 кругов на прохождение трассы. После прохождения гран-при шести первым приехавшим участникам гонки в общий зачёт добавляется определённое количество очков. Таким образом, гонщик, приехавший первым, получает 10 очков в общий зачёт. Остальные участники получают 6, 4, 3, 2 и 1 очко соответственно.

## Режимы игры
В игре есть два режима: Qualify (Квалификация) и Practice (Практика). Режим Qualify — это и есть основной режим, то есть прохождение чемпионата, набор очков в общем зачёте и т. д. В режиме Practice игрок может проверять свои навыки вождения, либо просто изучать трассы. В режиме практики будет предложено выбрать только тип трансмиссии, число кругов и нужную трассу для езды.

## Сохранение и загрузка прогресса игры
Как и большинство игр для NES, для сохранения пройденных уровней используются специальные коды. Ferrari Grand Prix Challenge также использует подобные коды для сохранения прогресса игры. Длина таких кодов в игре составляет 21 символа. При этом в коде сохраняется информация о пройденных трассах, об именах первых 6 водителей в общем зачёте и количестве их очков, а также сохраняется информация о выбранном типе трансмиссии болида.
После прохождения очередного гран-при перед прохождением квалификации новой трассы, игра предлагает при помощи кнопки SELECT отобразить код, который может использоваться при следующем запуске игры для загрузки текущего прогресса.
Для загрузки пройденного прогресса нужно в начальном меню «Select your options» игры установить переключатель «Restore saved game» в положение «Yes». После этого Вам будет предложено ввести своё имя и название страны, в которой проживаете, а затем ввести имеющийся код.